# Cymbidium eburneum
Cymbidium eburneum är en orkidéart som beskrevs av John Lindley. Cymbidium eburneum ingår i släktet Cymbidium, och familjen orkidéer. Inga underarter finns listade i Catalogue of Life.

## Bildgalleri

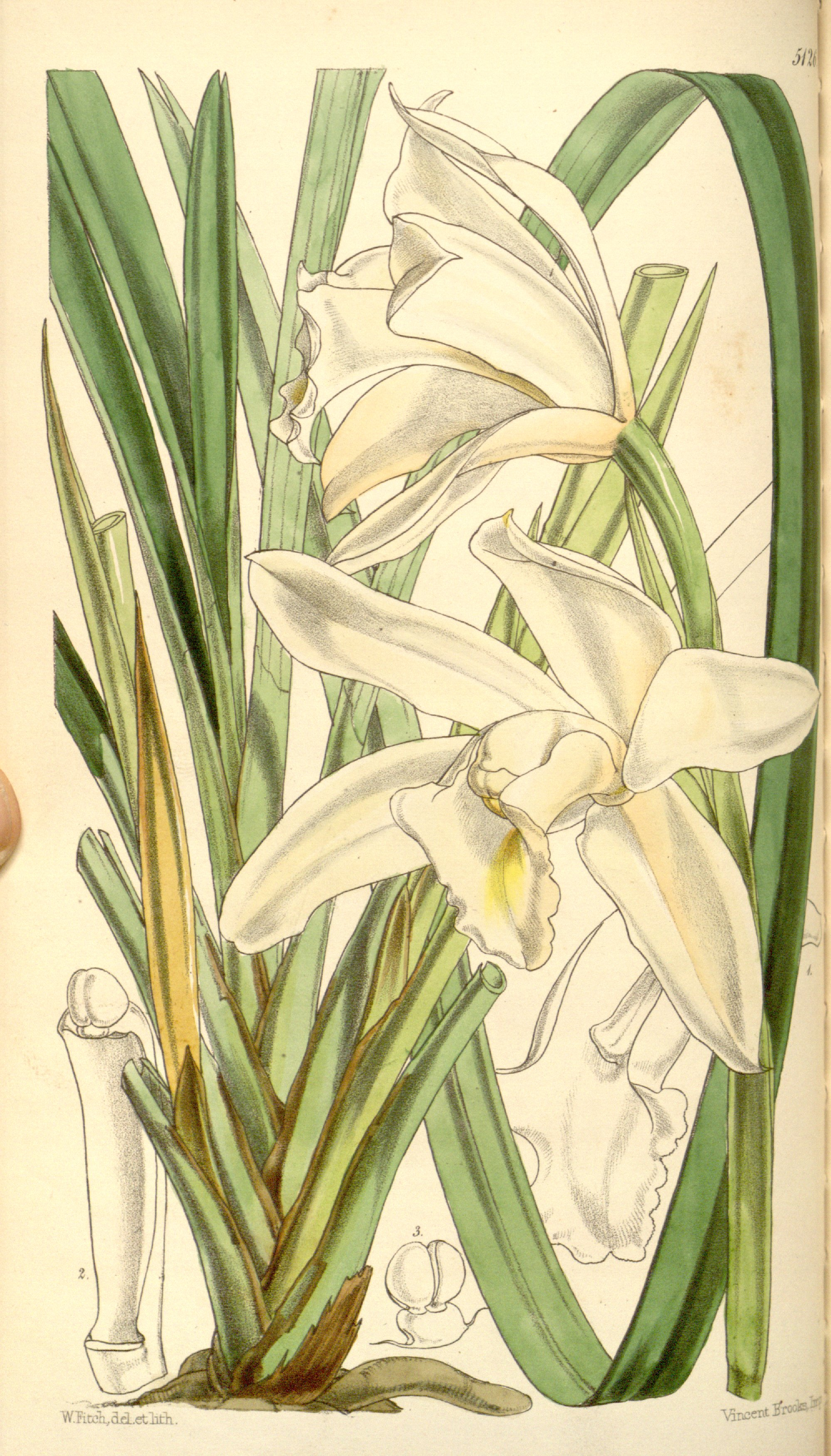
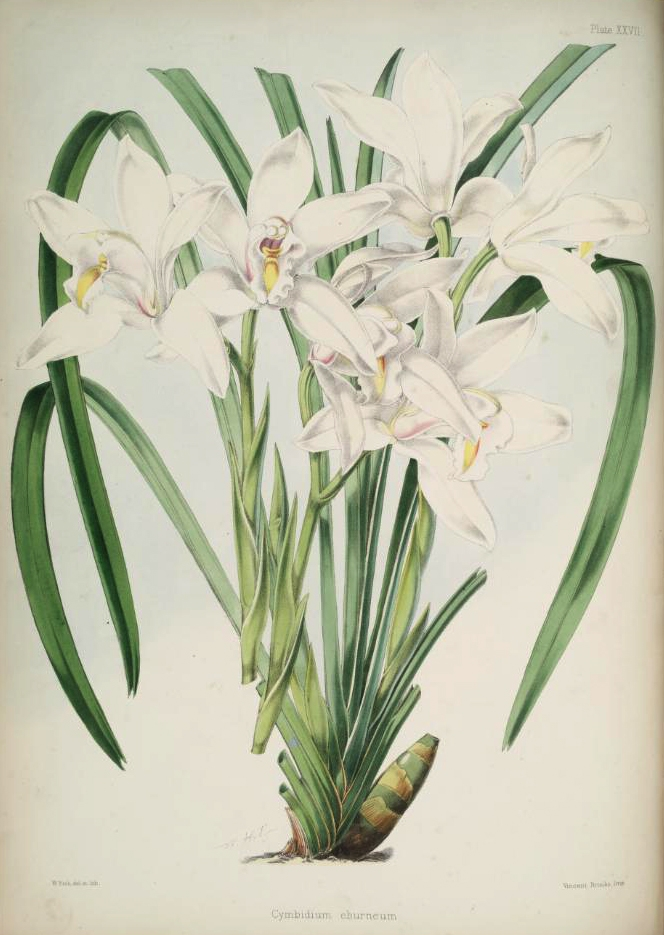